# Phoeniconaias
Phoeniconaias is een geslacht van vogels uit de familie flamingo's (Phoenicopteridae).

## Soorten
Het geslacht kent de volgende soort:
- Phoeniconaias minor – Kleine flamingo

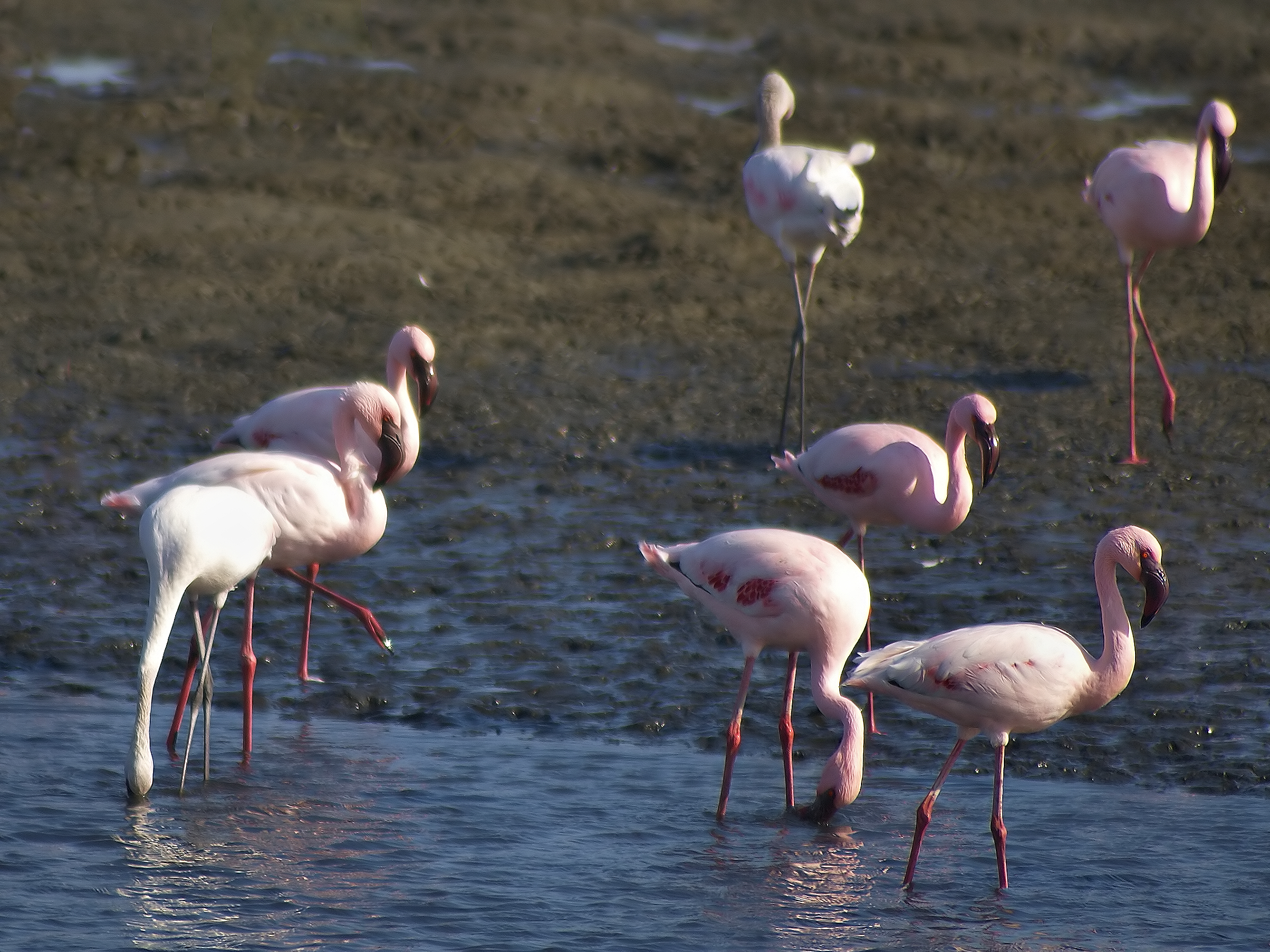
Groep Kleine Flamingos in Walvisbaai, Namibië